# بناوچ
بناوچ، روستایی از توابع بخش مرکزی شهرستان روانسر در استان کرمانشاه ایران است. آخرین کدخدای این روستا قبل از شورای اسلامی، کدخدا بهرام شهیدی (به زبان محلی: قه‌یخا بارام) بوده‌است که در سال ۱۳۸۲ فوت شد.

## جمعیت
این روستا در دهستان بدر قرار دارد و براساس سرشماری مرکز آمار ایران در سال ۱۳۸۵، جمعیت آن ۱۶۸ نفر (۲۸ خانوار) بوده‌است.
هم‌اکنون در اثر مهاجرت نسل جوان و وفات نسل مسن تر جمعیت روستا پیوسته رو به کاهش بوده و به حدود ۱۰۰ نفر رسیده‌است (در سال ۹۹).